# 4163 Saaremaa
4163 Saaremaa eller 1941 HC är en asteroid i huvudbältet som upptäcktes den 19 april 1941 av den finska astronomen Liisi Oterma vid Storheikkilä observatorium. Den har fått sitt namn efter den estniska ön Ösel.
Asteroiden har en diameter på ungefär 19 kilometer och den tillhör asteroidgruppen Eos.